# ساندرا بيرشيتش
ساندرا بيرشيتش (بالسلوفينية: Sandra Piršić)‏ مواليد 11 أكتوبر 1984 في كراني، جمهورية يوغوسلافيا الاشتراكية الاتحادية، هي لاعبة كرة سلة سلوفينية. وتحمل الرقم 11. لعبت مع نادي يجيكا لكرة السلة في الدوري السلوفيني لكرة السلة للسيدات ونادي ريفاس لكرة السلة في الدوري الإسباني لكرة السلة للسيدات.

## روابط خارجية
- ساندرا بيرشيتش على موقع الاتحاد الدولي لكرة السلة (الإنجليزية)
- ساندرا بيرشيتش على موقع كرة السلة الأوروبية.كوم (الإنجليزية)
- ساندرا بيرشيتش على موقع بروبوليرز (الإنجليزية)